# Шавляны
Шавляны (бел. Шаўляны) — деревня в Браславском районе Витебской области Беларуси. Входит в состав Тетерковского сельсовета.

## География
Деревня находится в западной части Витебской области, к северо-востоку от озера Подгайцы, к югу от автодороги Н-2103, на расстоянии приблизительно 14 километров (по прямой) к юго-востоку от города Браслав, административного центра района. Абсолютная высота — 157 метров над уровнем моря. Площадь населённого пункта — 0,2443 км².

## История
По состоянию на 1905 год, в деревне проживало 311 человек (176 мужчин и 135 женщин). В административном отношении входила в состав Иодской волости Дисненского уезда Виленской губернии.
В 1921 году входила в состав гмины Йоды Дисенского повета Виленского воеводства Второй Польской республики. Числилось 295 жителей (150 мужчин и 145 женщин), проживавших в 56 домах. В этническом составе населения того периода белорусы составляли 64,4 %, поляки — 35,6 %. В конфессиональном составе населения преобладали католики (95,3 %), также были представлены старообрядцы (4,1 %) и иудеи (0,6 %).

## Население
По данным переписи 2019 года, в деревне проживало 8 человек.
| Год  | Население, человек |
| ---- | ------------------ |
| 1905 | 311                |
| 1921 | ↘ 295              |
| 2009 | ↘ 23               |
| 2019 | ↘ 8                |